# Encyopsidius apicalis
Encyopsidius apicalis är en insektsart som beskrevs av Bo Tjeder och Christer Hansson 1992. Encyopsidius apicalis ingår i släktet Encyopsidius och familjen fjärilsländor. Inga underarter finns listade i Catalogue of Life.